# Kang Daniel
Kang Daniel (Hangul: 강다니엘; n. 10 decembrie 1996, Busan, Coreea de Sud) este un cântăreț din Coreea de Sud, cunoscut cel mai bine pentru clasarea pe primul loc în Produce 101 (sezonul 2). El a fost membru al trupei de băieți sud-coreene Wanna One ( Hangul: 워너 원). 

## Carieră

### Pre-debut
Kang Daniel s-a născut ca Kang Eui-geon (강의건) în Busan, Coreea de Sud ca fiind singurul copil al familiei sale.  El a decis să își schimbe legal numele din cauză că familia și rudele nu-i puteau pronunța numele de naștere. Daniel a învățat să danseze profesionist la sugestia unui profesor care i-a observat talentul. În timpul unei apariții la emisiunea Hello Counselor, el a dezvăluit că a fost ostracizat în școala primară din cauza aspectului său fizic și dansul l-a ajutat să capete stimă de sine. Înainte de a apărea în Produce 101 Sezonul 2, Daniel s-a antrenat timp de doi ani și o lună. Inițial a fost trainee în cadrul B2M Entertainment până când managementul l-a transferat la MMO Entertainment. Unul dintre cele mai notabile momente în perioada sa de trainee a fost apariția la Her Secret Weapon, ca dansator pentru Cao Lu din Fiestar și Sihyun din Spica pe melodia „Invitation” a lui Uhm Jung-Hwa.

### 2017–2018:Produce 101și Wanna One
În 2017, Daniel a reprezentat MMO Entertainment în emisiunea tip survival Produce 101 Sezonul 2. Este renumit pentru că a ieșit pe primul loc, devenind center-ul trupei de băieți temporare Wanna One.
Daniel a debutat oficial cu Wanna One pe 7 august cu mini-albumul 1 × 1 = 1 (To Be One). În timpul pregătirii pentru debut, a fost confirmat că s-a alăturat sezonului pilot al show-ului It's Dangerous Beyond The Blankets, care a avut premiera pe 27 august. În aceeași lună, a apărut pe coperta revistei „Weekly Chosun”, una dintre cele mai importante publicații de știri și evenimente actuale din Coreea de Sud, cu un articol despre popularitatea sa imensă în rândul publicului larg. După încheierea promovării mini-albumului, a fost ales ca prima celebritate masculină care să apară vreodată pe coperta revistei de modă InStyle Korea pentru ediția din octombrie 2017. De asemenea, Daniel a devenit membru în distribuția emisiunii Master Key de la SBS, apariție pentru care a primit Premiul pentru Artist Nou la Premiile de Divertisment SBS 2017.
În 2018, a fost implicat în diverse activități solo, precum apariția ca actor în videoclipul melodiei „Days Without You” a lui Davichi și distribuția în al doilea sezon al show-ului It’s Dangerous Beyond the Blankets. Ulterior, a fost distins cu Premiul pentru Artist Nou (categoria de varietăți) la Premiile de Divertisment MBC 2018 pentru apariția sa în cadrul emisiunii respective. Pe 31 decembrie i s-a încheiat contractul cu Wanna One, însă despărțirea oficială a avut loc odată cu concertele de rămas bun din 24-27 ianuarie 2019.

### 2019: Debut solo cu Color On Me
La 31 ianuarie 2019, presa coreeană a anunțat că Daniel a fost transferat la LM Entertainment după încheierea activităților sale cu Wanna One. Cu toate acestea, pe 21 martie, a fost dezvăluit că Daniel a depus o cerere de suspendare a contractului său exclusiv cu LM Entertainment deoarece compania i-a vândut contractul către terți fără acordul său prealabil. Pe 10 mai, Curtea Districtului Central din Seul a hotărât în favoarea lui Kang Daniel, permițând suspendarea contractului său. Pe 10 iunie, Daniel a anunțat că și-a înființat propria agenție Konnect Entertainment pentru activitățile sale viitoare. Un al doilea proces a avut loc pe 26 mai, după ce LM Entertainment a depus o contestație cu privire la suspendarea contractului, dar apelul a fost respins de Curtea Districtului Central din Seul la 11 iulie. În aceeași zi cu decizia instanței de a respinge apelul, pe site-ul agenției sale a fost dezvăluit că Daniel urma să-și facă debutul solo pe 25 iulie. Debutul său solo a fost marcat odată cu lansarea mini-albumului Color on Me. Acesta conține cinci piese, dintre care „What Are You Up To” este single-ul principal. Potrivit Hanteo, mini-albumul a stabilit recorduri pentru cele mai multe vânzări în prima zi și în prima săptămână de la debut pentru un artist solo.
Ca prim comeback, Daniel a lansat single-ul Touchin' pe 25 noiembrie. Spre deosebire de debut, Kang Daniel a fost liber să promoveze single-ul la show-urile de televiziune coreene și a câștigat un trofeu la SBS MTV The Show pe 3 decembrie. Cu toate astea, după o săptămână de promoții, Konnect a anunțat că Daniel va lua un hiatus din cauza unor probleme de sănătate.

### 2020: Albumele Cyan și Magenta
În 2020, Kang Daniel s-a întors la activități prin reality show-ul Hello, Daniel ce a avut premiera pe 4 martie. Pe 24 martie, a lansat cel de-al doilea album intitulat Cyan, dând startul unei trilogii de albume pe culori. Single-ul principal 2U a câștigat 5 trofee la show-urile coreene: The Show, Music Bank, Show! Music Core, Show Champion și M Countdown. La o lună de la Cyan, Daniel a colaborat cu Zico pentru single-ul Refresh, ca parte a proiectului Pepsi X Starship Entertainment, intitulat "For The Love of Korea". Pe 19 iunie, Kang Daniel a lansat primul său OST "Something" pentru drama Backstreet Rookie difuzată pe SBS.
Partea a doua a trilogiei pe culori și cel de-al treilea album, Magenta, a fost lansat pe 3 august. Cu acest album, Kang Daniel a depășit 1 milion de vânzări cumulativ pe cele 3 albume în doar 13 luni de la debutul solo. 

## Impact și influență
Daniel a fost recunoscut pentru puterea brandului său personal, stabilind un record de 13 luni consecutive și 15 luni în total pe primul loc în „Topul Reputației Brandurilor Individuale ale Membriilor Trupelor de Băieți” dintr-un total de 18 luni în care a fost membru Wanna One. De asemenea, a fost inclus constant și în „Topul Reputației Brandurilor Individuale ale Modelelor Masculine”.
În ianuarie 2018, Daniel a fost inclus în lista anuală de tineri lideri în divertisment realizată de Forbes Coreea. Lista a fost aleasă de șase grupuri separate de experți din industrie.
Pe 3 ianuarie 2019, Guinness World Records a anunțat că Daniel a stabilit un nou record pentru „Contul care a ajuns cel mai rapid la un milion de urmăritori pe Instagram”, obținând recordul în 11 ore și 36 de minute și detronând astfel recordul anterior de 12 ore deținut de Papa Francisc.
Pe 12 iunie 2019, Konnect Entertainment a dezvăluit că Daniel a fost numit ambasador promoțional pentru orașul Busan. Kang a fost selectat prin votul cetățenilor din Busan care au nominalizat celebritățile pe care le consideră potrivite pentru promovarea orașului. Ceremonia oficială de numire a avut loc pe 9 iulie 2019 pe stadionul de baseball Sajik, și oficiată de primarul Busan, Oh Keo-don. În plus, Kang a fost desemnat să efectueze prima aruncare ceremonială pentru meciul Ligii KBO dintre Lotte Giants și NC Dinos, organizat în aceeași zi.

## Discografie

### Albume
| Titlu       | Detalii                                                                                                 | Pozițiile de vârf în clasamente | Pozițiile de vârf în clasamente | Vânzări                            | Certificări           |
| Titlu       | Detalii                                                                                                 | KOR                             | JPN                             | Vânzări                            | Certificări           |
| ----------- | --- | ------------------------------- | ------------------------------- | ---------------------------------- | --------------------- |
| Color on Me | - Lansat: 25 iulie 2019 - Companie: Konnect Entertainment - Format: CD, descărcare digitală, streaming  | 1                               | 23                              | - KOR: 503.558 - JPN: 2.324 (Phy.) | - KMCA : 2 × Platinum |
| Cyan        | - Lansat: 24 martie 2020 - Companie: Konnect Entertainment - Format: CD, descărcare digitală, streaming | 1                               |                                 | - KOR: 266,843                     | - KMCA: Platinum      |
| Magenta     | - Lansat: 3 august 2020 - Companie: Konnect Entertainment - Format: CD, descărcare digitală, streaming  |                                 |                                 |                                    |                       |

### Single-uri
| Titlu                                | An   | Pozițiile de vârf în clasamente | Album       |
| Titlu                                | An   | KOR                             | Album       |
| ------------------------------------ | ---- | ------------------------------- | ----------- |
| „What Are You Up To” (뭐해)          | 2019 | 15                              | Color on Me |
| "Touchin"                            | 2019 | 71                              | Cyan        |
| "2U"                                 | 2020 | 7                               | Cyan        |
| "Waves" (feat. Simon Dominic, Jamie) | 2020 | 102                             | Magenta     |
| "Who U Are" (깨워)                   | 2020 |                                 |             |

| Titlu                       | An   | Pozițiile de vârf în clasamente | Album       |
| Titlu                       | An   | KOR                             | Album       |
| --------------------------- | ---- | ------------------------------- | ----------- |
| "Color"                     | 2019 | 111                             | Color on Me |
| "I HOPE"                    | 2019 | 110                             | Color on Me |
| "Horizon"                   | 2019 | 127                             | Color on Me |
| "Intro (Through the Night)" | 2019 | 139                             | Color on Me |

## Filmografie

### Emisiuni TV
| An      | Titlu                              | Canal            | Rol                    | Notă (e)                    | Ref.   |
| ------- | ---------------------------------- | ---------------- | ---------------------- | --------------------------- | ------ |
| 2017    | Produce 101 Sezonul 2              | MNet             | Concurent              | S-a clasat pe primul loc    | [ 43 ] |
| 2017    | Master Key                         | SBS              | Membru din distribuție | Episodul 1, 4–10            | [ 44 ] |
| 2017-18 | It's Dangerous Beyond the Blankets | MBC              | Membru din distribuție | Sezoanele 1 și 2            | [ 45 ] |
| 2018    | Produce 48                         | MNet             | Prezentator special    | Episodul 1 (cu Jeon So-mi ) | [ 46 ] |
| 2020    | Hello, Daniel                      | SBS F!L, SBS MTV | Membru din distribuție | Reality show individual     |        |

### Videoclipuri
| An   | Denumirea piesei    | Artist  |
| ---- | ------------------- | ------- |
| 2018 | „ Days Without You” | Davichi |

## Premii și nominalizări
| An   | Adjudecare                                 | Categorie                                         | Rezultat | Ref.   |
| ---- | ------------------------------------------ | ------------------------------------------------- | -------- | ------ |
| 2017 | Premiile Fashionista                       | Cel mai bun fashionista (Stea în ascensiune)      | Câștigat | [ 47 ] |
| 2017 | Premiile de Divertisment SBS               | Premiul pentru Artist Nou (Emisiuni de varietăți) | Câștigat | [ 48 ] |
| 2018 | Festivalul Publicității în Televiziune MTN | Marele Premiu (Audiență)                          | Câștigat | [ 49 ] |
| 2018 | Premiile Brandul Anului                    | Marele Premiu (Model Masculin de Reclame)         | Câștigat | [ 50 ] |
| 2018 | Premiile Elle Style                        | Cea Mai Bună Copertă de Revistă                   | Câștigat | [ 51 ] |
| 2018 | Premiile de Divertisment MBC               | Premiul pentru Artist Nou (Emisiuni de varietăți) | Câștigat | [ 52 ] |
| 2019 | Premiile The Fact Music                    | Fan N Star Choice Award (Individual)              | Câștigat | [ 53 ] |
| 2019 | Premiile The Fact Music                    | Premiul pentru cele mai multe voturi (Individual) | Câștigat | [ 53 ] |
| 2019 | Premiile The Fact Music                    | Fan N Star Hall of Fame (Individual)              | Câștigat | [ 53 ] |
| 2019 | Premiile Ten Asia Global Top Ten           | Premiul de popularitate națională (Coreea de Sud) | Câștigat | [ 54 ] |
| 2019 | Premiile Ten Asia Global Top Ten           | Premiul de popularitate globală                   | Câștigat | [ 54 ] |
| 2019 | Premiile Dong-A                            | Câștigător pe termen lung (Idol Pick)             | Câștigat | [ 55 ] |
| 2019 | Premiile Asia Artist (AAA)                 | Premiu pentru potențial (Cântăreț)                | Câștigat | [ 56 ] |
| 2019 | Premiile Asia Artist (AAA)                 | Premiul de popularitate Star15                    | Câștigat | [ 56 ] |
| 2019 | Premiile Asia Artist (AAA)                 | Premiul pentru cel mai emotiv cântăreț            | Câștigat | [ 56 ] |
| 2019 | Premiile Melon Music                       | Cel mai bun videoclip                             | Câștigat | [ 57 ] |